# Difusora FM (Catanduva)
Difusora FM é uma emissora de rádio brasileira sediada em Catanduva, cidade do estado de São Paulo. Opera no dial FM na frequência 95,5 MHz.

## História
A Rádio Difusora nasceu no dia 1.º de março de 1944, se tornando a primeira emissora de rádio de Catanduva. Muitos foram os fatos, as músicas e o sucesso da emissora que conquistou o coração da cidade. Em 1974, a emissora foi adquirida pela família Gabas e várias mudanças aconteceram, de lá pra cá a revolução na comunicação, fez com que a mesma adquirisse novos transmissores e equipamentos.
Em 2014, a Difusora é a nova afiliada da Rádio Bandeirantes, já que sua co-irmã Rádio Voz AM, na qual era afiliada, se integrou a Rádio Globo em 2010. No mesmo ano, as emissoras do grupo solicitaram a migração AM-FM.
Em 25 de janeiro de 2017, a Difusora completa a migração e opera na nova frequência FM 95,5, no mesma dia foi lançada a nova programação, que contou com novos apresentadores, programas que eram da AM, também continuou na nova faixa, como o programa Debate Esportivo, com a equipe esportiva da Difusora que fazia as transmissões aos domingos. Sua programação é baseada no popular/sertanejo e as noites com o melhor do flashback.
Em maio de 2020, é anunciado que a mesma será afiliada da rede liderada pela Mix FM e que a estreia acontecerá no dia 25 do mesmo mês.
Em junho de 2024, a 95,5 FM deixou de transmitir a programação da Mix FM, voltando a se chamar Difusora FM, com um formato de programação popular e com jornalismo local em sua grade.